# Вандејлија (Мичиген)
Вандејлија (енгл. Vandalia) град је у америчкој савезној држави Мичиген.

## Демографија
По попису из 2010. године број становника је 301, што је 128 (-29,8%) становника мање него 2000. године.
| Група             | 2000.       | 2010.       |
| Белци             | 155 (36,1%) | 125 (41,5%) |
| Афроамериканци    | 204 (47,6%) | 127 (42,2%) |
| Азијати           | 36 (8,4%)   | 23 (7,6%)   |
| Хиспаноамериканци | 11 (2,6%)   | 5 (1,7%)    |
| Укупно            | 429         | 301         |